# Georg Maiß
Georg Maiß (* 3. August 1860 in Myslowitz, Kreis Kattowitz, Provinz Schlesien; † 21. September 1929) war ein deutscher Richter und Parlamentarier.

## Leben
Maiß studierte von 1879 bis 1882 Rechtswissenschaft in Breslau, Heidelberg und Berlin. Er war Mitglied der katholischen Studentenverbindungen KDStV Winfridia Breslau und KAV Suevia Berlin im CV. 1902 wurde er Amtsgerichtsrat in Reichenbach.
Von 1908 bis 1918 war Maiß für den Wahlkreis Breslau 9 (Frankenstein, Münsterberg) Mitglied im Preußischen Abgeordnetenhaus. 1919 war er Mitglied der verfassungsgebenden Versammlung Preußens. Er gehörte der Deutschen Zentrumspartei an.